# Ramulispora zonata
Ramulispora zonata är en svampart som beskrevs av Nag Raj & Ponnappa 1968. Ramulispora zonata ingår i släktet Ramulispora och familjen Mycosphaerellaceae.   Inga underarter finns listade i Catalogue of Life.